# NGC 5770
NGC 5770 (другие обозначения — UGC 9575, MCG 1-38-11, ZWG 48.52, PGC 53201) — линзообразная галактика (SB0) в созвездии Дева.
Этот объект входит в число перечисленных в оригинальной редакции «Нового общего каталога».